# Shobana
Shobana Chandrakumar Pillai (Thiruvananthapuram, 21 maart 1970), beter bekend als Shobana, is een Indiaas filmactrice en Bharatanatyam-danseres. Ze speelt voornamelijk in het Malayalam, maar verscheen ook in films in het Telugu, Tamil, Hindi, Kannada en Engels. Ze heeft twee National Film Awards gewonnen, een Kerala State Film Awards, een Kalaimamani in 2011 en talloze andere prijzen.
Shobana werd een belangrijke hoofdrolspeelster in de jaren tachtig en negentig van de twintigste eeuw. Ze won twee keer de National Film Award voor Beste Actrice, voor haar optredens in de Malayalam-film “Manichitrathazhu” (1993) en de Engelse film “Mitr, My Friend” (2001). In 2006 eerde de regering van India haar met de Padma Shri voor haar bijdragen aan de Indiase cinema en danscultuur. In 2014 eerde de regering van Kerala haar met de Kala Ratna Award.